# Правило Фелкина — Ана
Правило Фелкина — Ана — общепринятый способ предсказания стереоселективности реакций нуклеофильного присоединения к карбонильной группе, находящейся рядом с хиральным центром (1,2-асимметрическая индукция), а также к ряду других реакций.

## Модель
В основе данной модели лежит предположение о том, что атака нуклеофила по карбонильной группе происходит со стороны, противоположной наиболее объёмному заместителю RL при хиральном атоме углерода, причём сама атака, как известно, направлена под углом Бюрги — Дуница (107°) по отношению к карбонильной группе. Соответственно, могут реализоваться два варианта атаки, более выгодным из которых является тот, где нуклеофил подходит к субстрату со стороны наименее объёмного заместителя RS. Формально модели Крама и Фелкина — Ана приводят к одному и тому же стереохимическому результату, однако именно эта модель является более корректной для предсказания стереохимии реакций.
Конформация карбонильного соединения, предписываемая моделью Фелкина — Ана, была подтверждена расчётами Ана и Эйзенштейна как наиболее выгодная по энергии, в то время как конформации из моделей Крама, Корнфорта и Карабатсоса были менее выгодными и вносили не более 1 % вклада в общее состояние молекулы.
Согласно данной модели, стереоселективность реакции должна увеличиваться с увеличением заместителя R в кетонах, так как в этом случае траектория нуклеофила оказывается более приближенной к хиральному центру, увеличивая его влияние на стереоселективность. Например, триметилсилильная группа Si(CH3)3 по сравнению с атомом водорода даёт на порядок большую стереоселективность. При этом она может служить как вспомогательный заместитель, который можно легко удалить под действием фторид-иона. Аналогично, в случае более крупных нуклеофилов стереоселективность увеличивается, поскольку крупные нуклеофилы более чувствительны к различию размеров между RM и RS. В связи с этим, полезным оказался подход, предполагающий использование более крупных противоионов нуклеофила для повышения селективности реакции (например, (C2H5)4Pb вместо C2H5MgBr).
Модель Фелкина — Ана позволяет также предсказывать стереохимию реакцию α-галогенкетонов, при этом считается, что кетон принимает такую конформацию, в которой связь C=O и С-галоген взаимно перпендикулярны. Было обнаружено, что стереоэлектронные факторы играют преимущественную роль в стабилизации переходного состояния с входящим нуклеофилом, поэтому заместители, проявляющие акцепторные свойства, считаются заместителями RL, независимо от их размера. Однако иногда стереоэлектронные и пространственные эффекты вступают в противоречие, из-за чего реакция теряет стереоселективность.
Модель также применена к тиокетонам и иминам, причём последние постоянно дают лучшие результаты, чем соответствующие кетоны.